# James Brydges
Pour les articles homonymes, voir Brydges.
James Brydges (6 janvier 1673 – 9 août 1744), 9e baron Chandos, 1er comte de Carnarvon puis 1er duc de Chandos, est un aristocrate anglais, membre du Parlement et du Conseil privé. 
Il est le premier des enfants de Sir James Brydges (8e baron Chandos), 3e baronnet de Wilton Castle, shérif du Herefordshire, et de son épouse Elizabeth Barnard. Trois jours après le décès de son père, le 16 octobre 1714, c'est-à-dire lorsqu'il devient 9e baron Chandos, il est créé vicomte Wilton et 1er comte de Carnarvon ; en 1719, il devient 1er duc de Chandos  et avec le titre subsidiaire de marquis de Carnarvon. Il est membre du Parlement pour le Herefordshire de 1698 à 1714.

## Carrière
Brydge étudie à la Westminster School et au New College d'Oxford. En 1694 il est élu membre de la Royal Society.
Pendant la Guerre de Succession d'Espagne, il est paymaster-general (trésorier payeur général) des forces armées engagées à l'étranger, et ce poste lui permet d'acquérir une énorme fortune. La moralité de ses opérations financières est mise en question à l'époque mais il est communément admis qu'on puisse tirer profit d'une charge publique. Il continue à spéculer après avoir été fait duc de Chandos en 1719, mais avec moins de réussite - il perd de l'argent dans la bulle spéculative de la Compagnie des mers du Sud et dans les déboires de la York Buildings Company.
Il se fait construire une résidence magnifique et extrêmement coûteuse à Cannons, propriété sise à Edgware dans le Middlesex. Il y engage les services de plusieurs architectes de premier plan, figures du baroque anglais. Ce fut d'abord William Talman en 1713, qu'il renvoie pour le remplacer par John James en 1714. James a partiellement réalisé son projet lorsqu'il est à son tour remplacé par James Gibbs en 1715. Howard Colvin en conclut que les façades méridionale et orientale ainsi que la chapelle sont dues à Gibbs. Brydges renvoie encore Gibbs en 1719 et fait terminer le bâtiment sous la direction de John Prince puis, en 1723-1725, de Edward Shepherd. Cannons est démoli en 1747. Sur son emplacement, qui est à présent inclus dans le Grand Londres, s'étend le Canons Park.  
Avant qu'il ne soit fait duc, il emploie le jeune Georg Friedrich Haendel pendant une période de deux ans, en 1717/1718. Haendel vivait à Cannons, et y compose son oratorio Esther  et son opéra pastoral Acis and Galatea ; il compose aussi, pour son mécène, les Chandos Anthems qui sont interprétés pour la première fois à l'église paroissiale Saint Lawrence de Whitchurch, le compositeur tenant l'orgue de 1716 qui est conservé jusqu'à nos jours.

## Mariages et descendance
Il a trois épouses successives.
Le 2 février 1695, il épouse Mary Lake, fille de Sir Thomas Lake (de Cannons dans le Middlesex) et de Rebecca Langham. Ils ont deux enfants parvenus à l'âge adulte :
1. John Brydges, marquis de Carnarvon (15 janvier 1703 - 8 avril 1727), marquis de Carnarvon ;
2. Henry Brydges (2e duc de Chandos), (1er février 1708 - 28 novembre 1771) 2e duc de Chandos.

Mary Lake meurt le 15 septembre 1712 ; Brydges se remarie avec Cassandra Willoughby, fille de Francis Willoughby et Emma Barnard, le 4 août 1713. Ils n'ont pas d'enfant et elle meurt le 18 juillet 1735.
Il se remarie le 18 avril 1736 avec Lydia Catherine Van Hatten, fille de John Van Hatten et de Lydia Davall. Ils n'ont pas d'enfants.